# Quận 1, Paris
Quận 1 của Paris (còn có tên quận Louvre) là một trong những khu phố cổ nhất của Paris: khu phố Halles từ thời Trung Đại. Quận 1 được bao quanh bởi Quận 7 và Quận 6 ở phía nam, Quận 8 ở phía ở phía tây, Quận 2 ở phía bắc và các quận 3 và 4 ở phía đông. Nằm ở bờ phải sông Seine, Quận 1 bao gồm cả phần phía đông của Île de la Cité.

## Dân số
Theo cuộc điều tra dân số năm 1999, dân số của quận là 16.888 người trên diện tích 1.83 km², tức mật độ dân số 9.228 dân/km². Dân số quận chiếm 0,8% dân số Paris.
| Năm (điều tra dân số quốc gia) | Dân số | Mật độ (người/km²) | Mức tăng hàng năm từ lần điều tra mới nhất |
| ------------------------------ | ------ | ------------------ | ------------------------------------------ |
| 1861 (đỉnh điểm dân số)        | 89,519 | 48,917             | thành lập                                  |
| 1866                           | 81,665 | 44,626             | -1,75%                                     |
| 1872                           | 74,286 | 40,593             | -1,51%                                     |
| 1954                           | 38,926 | 21,271             | -0,58%                                     |
| 1962                           | 36,543 | 20,013             | -0,77%                                     |
| 1975                           | 22,793 | 12,482             | -4,21%                                     |
| 1982                           | 18,509 | 10,136             | -2,69%                                     |
| 1990                           | 18,360 | 10,055             | -0,10%                                     |
| 2006                           | 17,745 | 9,697              | +0,72 %                                    |
| 2009                           | 17,614 | 9,651              | -0,74 %                                    |

- Dân số các phường

Số liệu điều tra dân số năm 1999
| Phường                    | Dân số | Diện tích (bằng ha) | Mật độ (người/km²) |
| ------------------------- | ------ | ------------------- | ------------------ |
| Saint-Germain-l'Auxerrois | 1 670  | 87,1                | 1 917              |
| Les Halles                | 8 980  | 41,2                | 21 796             |
| Palais-Royal              | 3 190  | 27,9                | 11 434             |
| Place Vendôme             | 3 040  | 27                  | 11 259             |

## Hành chính

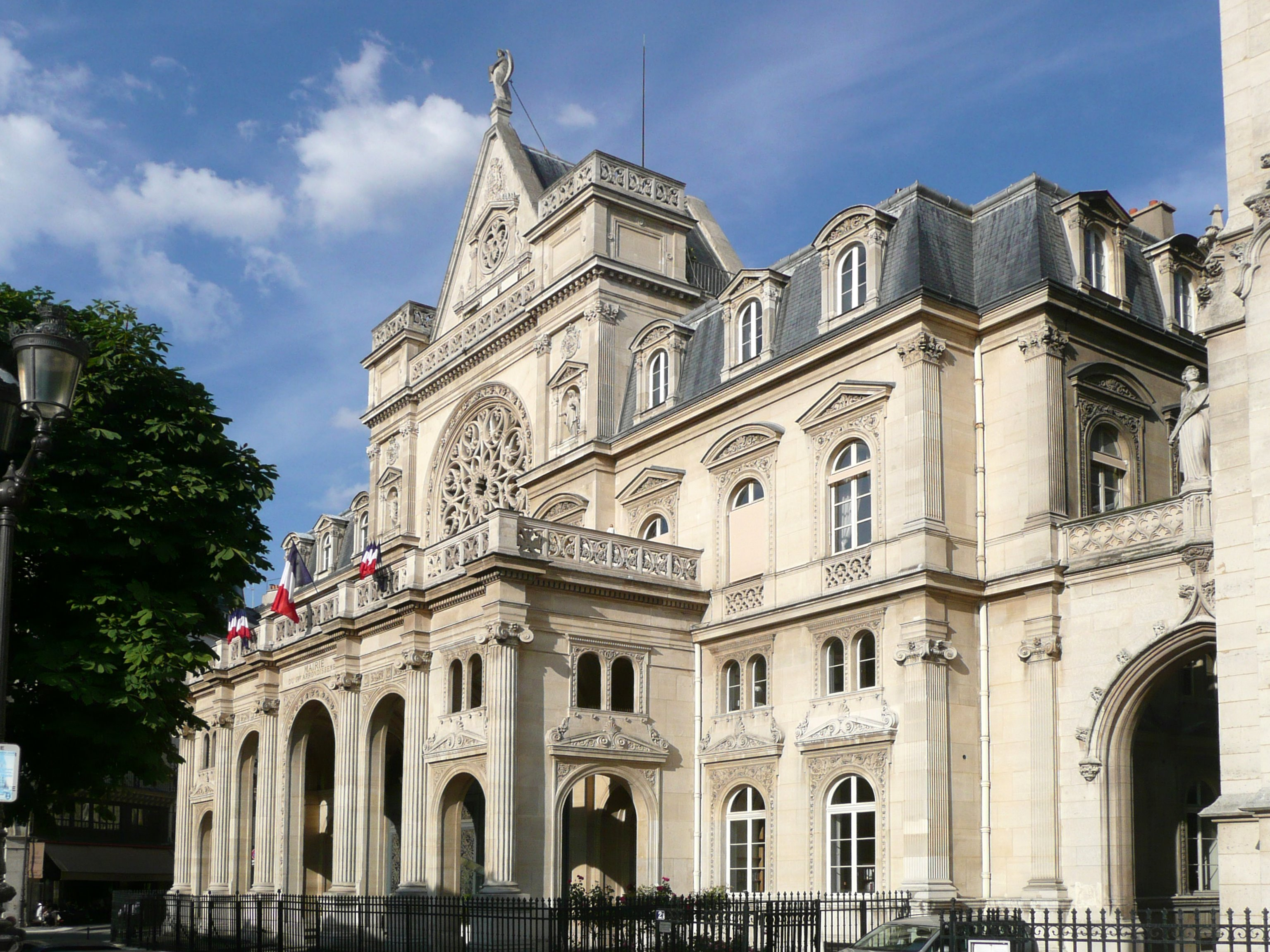
Tòa thị chính của quận 1

Thị trưởng của quận là ông Jean-François Legaret (thuộc đảng UMP), nhậm chức từ tháng 3 năm 2001.

## Các điểm tham quan chính

### Địa điểm lịch sử
- Ngân hàng quốc gia Pháp
- Quảng trường Vendôme
- Cây cột Vendôme
- Khải hoàn môn Carrousel
- Cour des comptes
- Nhà thờ Saint-Eustache
- Nhà thờ Saint-Germain-l'Auxerrois
- Halles de Paris
- Hôtel des Postes
- Bộ Tư pháp Pháp
- Viện bảo tàng Louvre
- Viện bảo tàng Orangerie
- Palais de justice
- Palais-Royal
- Nhà hát Châtelet
- Khách sạn Ritz Paris

### Đường phố
- Đại lộ Opéra
- Phố Rivoli

### Cầu
- Pont Neuf
- Pont des Arts